# Quem É Você? (álbum)
Quem é Você? é o quinto álbum de estúdio da banda brasileira Camisa de Vênus, lançado em 23 de dezembro de 1996, pela gravadora PolyGram. Conta com as participações de Eric Burdon do The Animals na faixa "Don't Let Me Be Misunderstood" e dos Raimundos na faixa "Essa Linda Canção". A obra recebeu elogios da crítica especializada.

## Recepção

### Fortuna crítica
| Críticas profissionais      | Críticas profissionais |
| Avaliações da crítica       | Avaliações da crítica  |
| Fonte                       | Avaliação              |
| --------------------------- | ---------------------- |
| O Estado de S. Paulo (1996) | Favorável              |

## Faixas
| N.º | Título                              | Compositor(es)                         | Duração |  |
| 1.  | "Quem É Você?"                      | Marcelo Nova                           | 3:29    |  |
| 2.  | "Seu Jeito de Olhar"                | Karl Hummel / Marcelo Nova             | 3:53    |  |
| 3.  | "O Ponteiro Tá Subindo"             | Marcelo Nova                           | 4:11    |  |
| 4.  | "Não Sou Passageiro"                | Marcelo Nova                           | 4:18    |  |
| 5.  | "E se Eu Chegar?"                   | Karl Hummel / Marcelo Nova             | 3:24    |  |
| 6.  | "Don't Let me Be Misunderstood"     | B. Benjamin / Sol Marcus / G. Caldwell | 5:55    |  |
| 7.  | "Eu Vi o Futuro"                    | Marcelo Nova / Robério Santana         | 4:27    |  |
| 8.  | "Bem-vinda ao meu Pesadelo"         | Karl Hummel / Marcelo Nova             | 3:35    |  |
| 9.  | "Radinho de Pilha"                  | Namd / Graça Góes                      | 3:25    |  |
| 10. | "O Mal que Habita em Mim"           | Marcelo Nova / Robério Santana         | 5:16    |  |
| 11. | "Essa Linda Canção"                 | Marcelo Nova                           | 4:12    |  |
| 12. | "O Poder"                           | Karl Hummel / Marcelo Nova             | 3:07    |  |
| 13. | "Esperando um Milagre"              | Marcelo Nova                           | 4:21    |  |
| 14. | "Forças Ocultas (Rockabilly Jânio)" | Marcelo Nova                           | 4:55    |  |

## Formação
- Marcelo Nova - vocal
- Karl Hummel - guitarra
- Robério Santana - baixo
- Luis Sérgio Carlini - guitarra
- Carlos Alberto Calazans - órgão Hammond e piano elétrico
- Franklin Paolillo - bateria

## Ficha Técnica
- Produção - Reinaldo Barriga e Eric Burdon
- A&R Development - Luis Carlos Maluly
- Gravado nos estúdios - Teclacordy (SP)
- Engenheiros de gravação - Comissário Boicotô e Constant Papineanu
- Assistentes de gravação - Simão Freewille e Gustavo Araminho
- Mixado nos estúdios - Castle Oaks (Los Angeles)
- Engenheiro de mixagem - Benny Faccone
- Assistente de mixagem - Mike Arvold e Juan Japa
- Masterização - Bernie Grundman Mastering (Los Angeles)
- Engenheiro de masterização - Bernie Grundman
- Concepção da capa - Marcelo Nova
- Direção artística - Gê Alves Pinto
- Design gráfico - Nú-Dës Caótica/ Billy e Leonardo Eyer
- Arranjos - Camisa de Vênus
- Arranjo para cordas em "Eu Vi o Futuro - Daniel Salinas
- Cordas - André Salinas, Maria Cecília Brucoli, Adriana Pace e Ayrton Pinto
- Convidados especiais - Eric Burdon, Raimundos (Rodolfo, Canisso, Fred e Digão)
- Participações especiais - Johnny Boy, Hélcio Aguirra, Drake Nova